# 斯洛伐克國家劇院

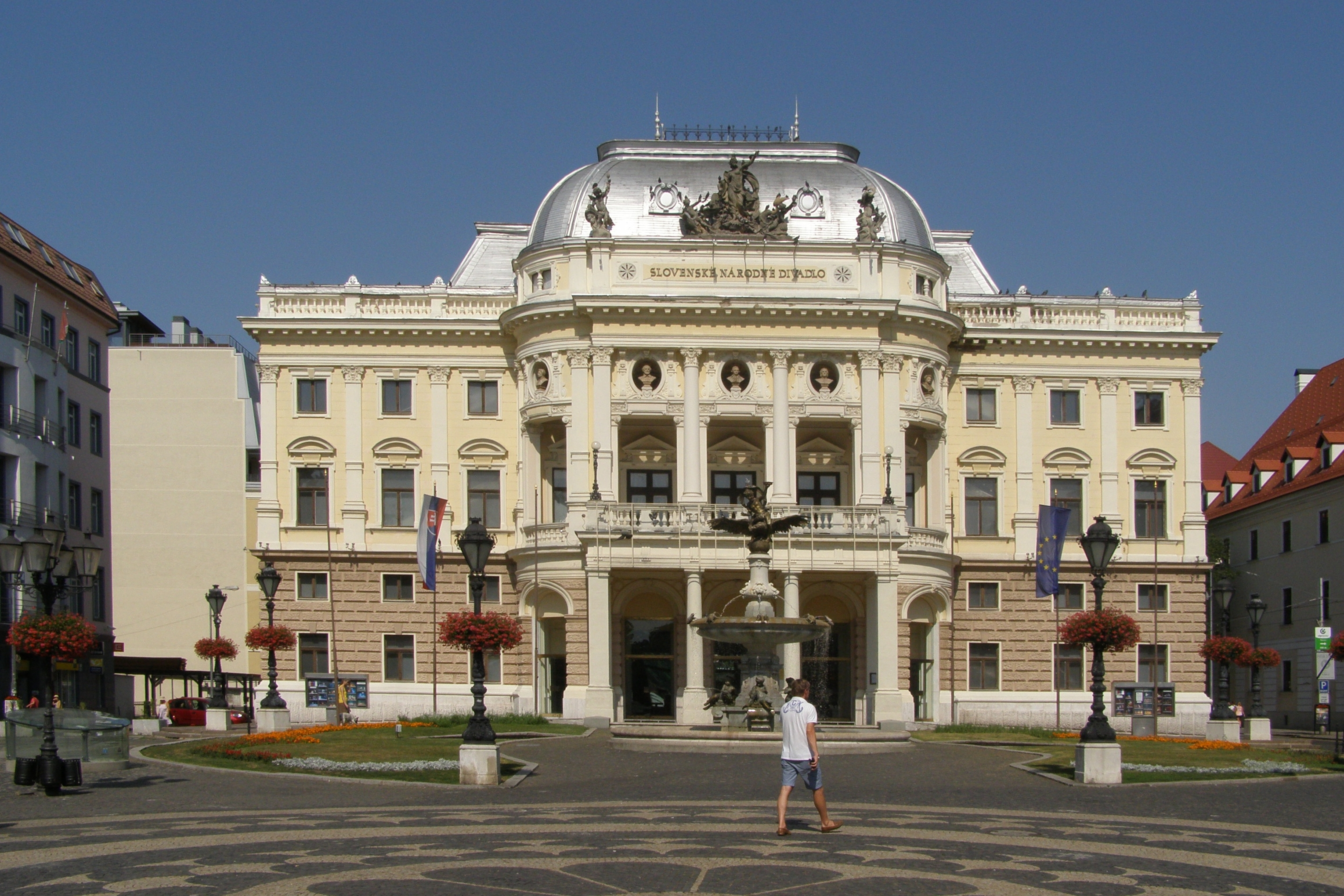
斯洛伐克國家劇院舊大樓

斯洛伐克國家劇院是斯洛伐克的國家歌劇院，分為歌劇、芭蕾和戲劇三個部門，也是斯洛伐克第二古老的專業劇團。主要演出場地位於首都布拉提斯拉瓦。

## 外部連結
- Slovak National Theatre website （页面存档备份，存于）